# Rhododendron erosum
Rhododendron erosum är en ljungväxtart som beskrevs av John Macqueen Cowan. Rhododendron erosum ingår i släktet rododendron, och familjen ljungväxter. Inga underarter finns listade i Catalogue of Life.

## Bildgalleri

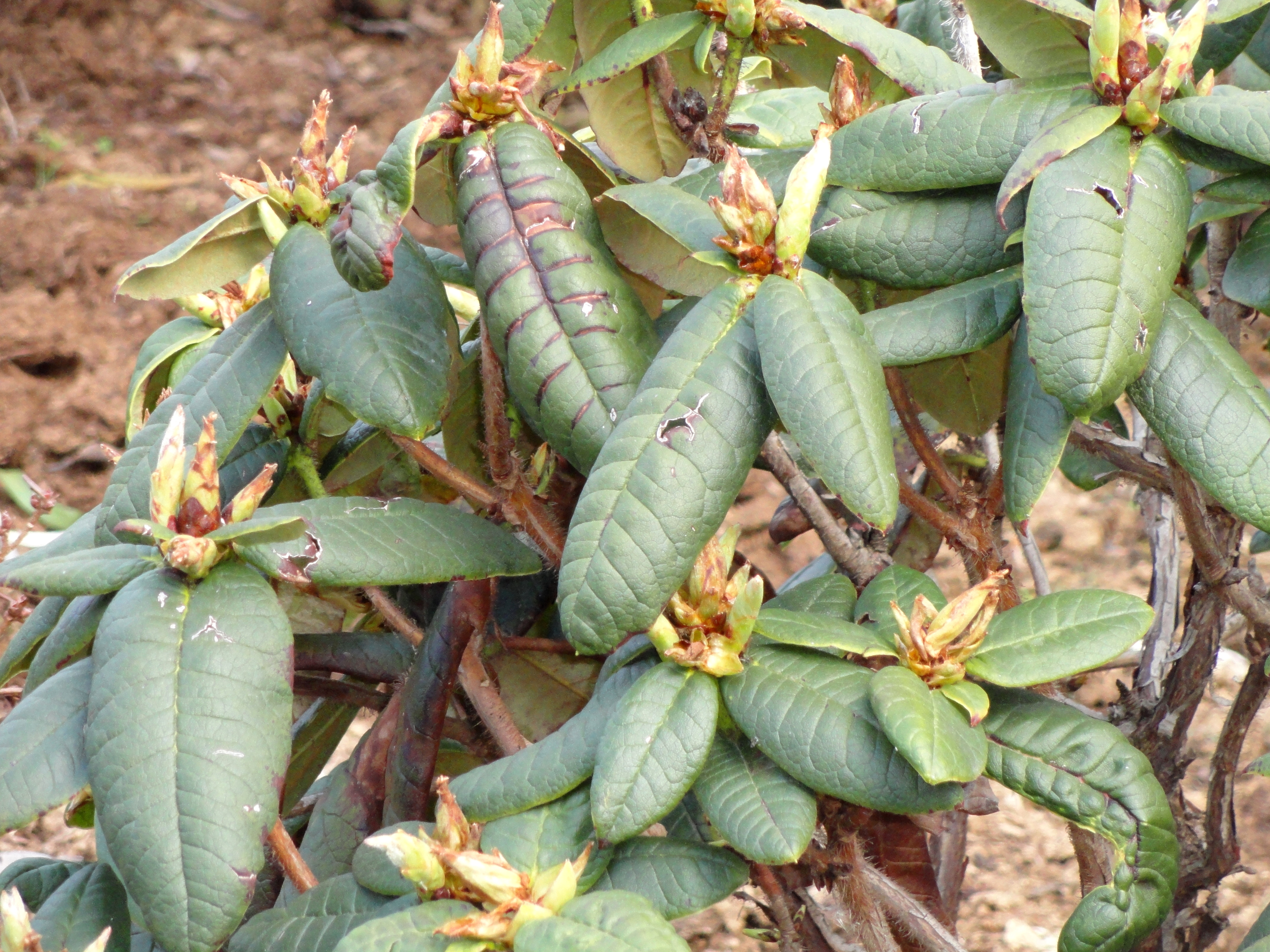